# Niv Berkowitz
Niv Berkowitz (in ebraico ניב ברקוביץ'‎?; Ramat HaSharon, 25 aprile 1986) è un ex cestista israeliano.
È il figlio dell'ex cestista Miki Berkovich.